# フェルディナント・ヨアヒムスタール
フェルディナント・ヨアヒムスタール（独: Ferdinand Joachimsthal、1818年3月9日 - 1861年4月5日
）は、ドイツの数学者。 
1818年、ゴールドベルク（ズウォトリヤ）に生まれた。1842年にベルリン大学でPh.D.を獲得してからベルリンの実科学校で教師に任命され、1846年に大学の哲学科の私講師となった。1856年にハレ大学、1858年にブレスラウ大学の数学教授に就いた。
ヨアヒムスタールはユダヤ人であった。1846, 1850, 1854, 1861年にクレレ誌とテルケムの  Nouvelles Annales de Mathématiques にエッセイを寄稿した。
円錐曲線に関するヨアヒムスタールの方程式（Joachimsthal's Equation）とヨアヒムスタールの記法（Joachimsthal's Notation）などで知られる。

## ヨアヒムスタールの定理

ヨアヒムスタールの定理

任意の点Pから円錐曲線Γに対して4つの法線を引くことができるが、そのそれぞれの垂足をA, B, C, Dとして、AのΓにおける対蹠点A'はB, C, Dを通る円上にある。これをヨアヒムスタールの定理（Joachimsthal's theorem）という。ド・ロンシャンとラゲールによれば、Γの中心のA'の接線における直交射影もこの円上にある。このような円をヨアヒムスタールの円（Joachimsthal's circle）と呼ぶ。フォントネーはヨアヒムスタールの定理の空間や高次曲線への一般化を示している。ベイカーはヨアヒムスタールの円を円錐曲線へ一般化している。
特に、Γが放物線であるときについて、次のような定理が成立する。
任意の点から放物線に直交する3直線を書いたとき、3直線と放物線のそれぞれの交点を通る円は放物線の頂点を通る。
この場合を指してヨアヒムスタールの円という語が使われることもある。
ヨアヒムスタールの円の中心について、次のような特徴がある。
Γの2本の軸x, yと直線APとの交点をそれぞれX, Y、Xを通るxの垂線とYを通るYの垂線の交点をMとする。MのΓの中心に関する対称点とPの中点は、円BCDの中心である。
空間の曲面に関するヨアヒムスタールの名を冠する定理も存在している。

## 作品
- 1848: "Sur les normales infiniment voisines d'une surface courbe", Crelle's Journal 13: 415–22
- 1863: Elemente der analytischen Geometrie der Ebene via Internet Archive
- 1872: Anwendung der Differential- und Integralrechnung via Internet Archive